# Charles Vetter

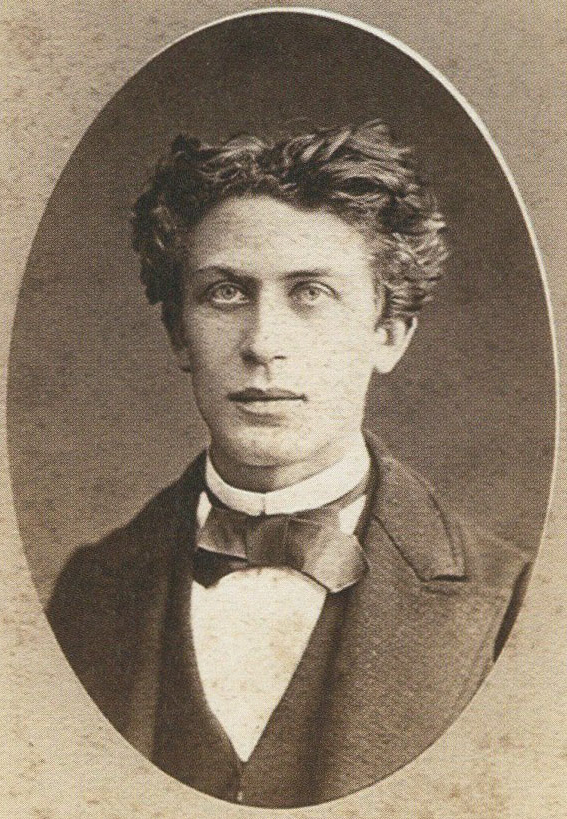
Charles Vetter (1881)

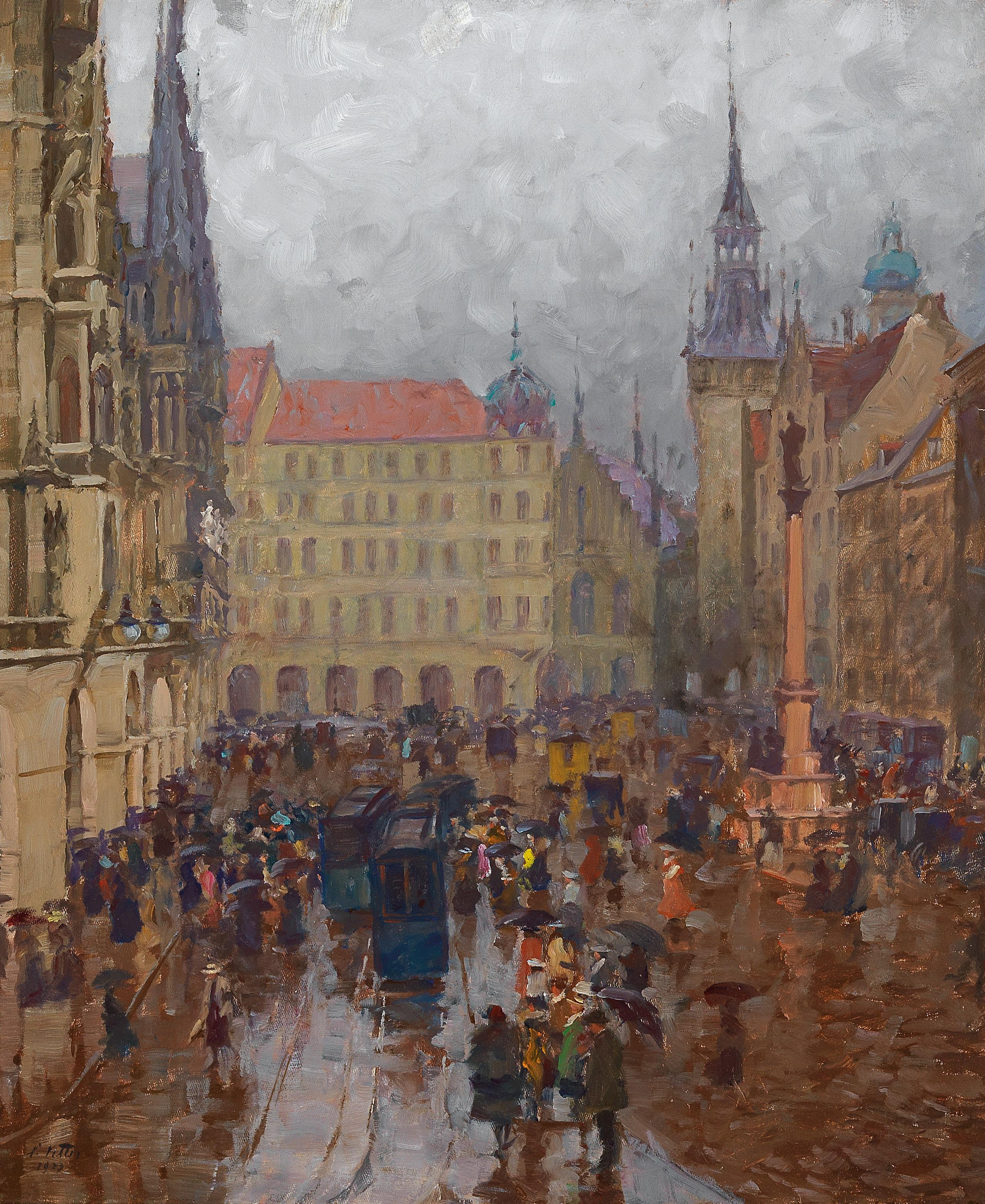
Charles Vetter: München Marienplatz und altes Rathaus (1923)

Charles Vetter (* 1. Mai 1858 in Kahlstädt bei Schneidemühl, heute Węglewo, im damaligen Kreis Chodziesen (Kolmar), Provinz Posen; † 21. März 1941 in München) war ein deutscher Zeichner und Maler des Impressionismus.

## Leben
Vetter wuchs in Ostpreußen auf. Ab 1881 studierte er an der Königlichen Akademie München. Nach der Zeichenklasse bei Alexander Strähuber ging er in die Naturklasse zu Alois Gabl und später noch zu Johann Caspar Herterich und Franz von Seitz. Im Jahre 1889 stellte er im Münchner Glaspalast das Bild Eine Kirchenprozession aus. Er war Mitgründer der Münchener Secession. Charles Vetter war Maler impressionistischer Großstadtszenen.
Auf der Großen Deutschen Kunstausstellung in München wurde 1940 Vetters Ölgemälde „Offene Tür“ gezeigt, das Goebbels erwarb.

## Arbeiten in Museen
- Neue Pinakothek, München
- Münchner Stadtmuseum
- Lenbachhaus, München
- Neue Galerie Graz